# Iglesia episcopal escocesa
La Iglesia episcopal escocesa (en gaélico escocés: Eaglais Easbaigeach na h-Alba) es una Iglesia cristiana de Escocia que posee siete diócesis. Es una Iglesia miembro de la Comunión anglicana y reconoce la primacía del Arzobispo de Canterbury, quien sin embargo no posee jurisdicción en Escocia. Desde el siglo XVII, la Iglesia episcopal escocesa posee una identidad distinta de la Iglesia de Escocia, presbiteriana.
El 2011, una encuesta en Escocia reveló que había 90.000 anglicanos y episcopales en la provincia anglicana de Escocia. También, estadísticas oficiales indican que hay 28.647 miembros matriculados oficialmente en la denominación.
En 1994, el sínodo de la iglesia aprobó la ordenación de mujeres sacerdotes y en 2003, la iglesia anunció que las mujeres pueden ser consagradas como obispos.
En 2015, el sínodo de la Iglesia Episcopal Escocesa aprobó un paso adelante hacia el matrimonio igualitario. Debido a dicha decisión, la catedral de San Pablo en Dundee ofreció la primera bendición para una pareja homosexual de la iglesia.
Actualmente (2023) el obispo primado de la Iglesia Episcopal de Escocia es Mark Strange.

## Situación actual
En términos de membresía oficial, los episcopales constituyen bastante menos del 1 por ciento de la población de Escocia, lo que los hace considerablemente más pequeños que la Iglesia de Escocia. La iglesia tiene 310 parroquias con una membresía adulta de 34,916 en 2012 y números de comulgantes unos 10,000 menos a 24,650. Al igual que con otras iglesias en Escocia, la asistencia ha disminuido en los últimos años: las cifras generales reflejan aumentos en algunas diócesis y disminución en otras, pero equivalen a una caída general en la asistencia de 15 por ciento entre 2007 y 2012. El informe anual de la iglesia de 2016 señaló una "disminución continua en los números generales", y en un lenguaje casi idéntico se informó en 2018 que la iglesia enfrentaba una "disminución continua de miembros y asistencia".  A fines de 2020, las cifras habían disminuido aún más a 27 600 (miembros) y 19 800 (comulgantes). No se pudieron producir cifras de asistencia significativas debido a las restricciones legales sobre la asistencia a la iglesia introducidas en respuesta a Covid-19
En las últimas décadas, la Iglesia Episcopal Escocesa ha tomado una posición de centro izquierda en varios temas políticos, incluida la justicia económica, la ordenación de mujeres y la "inclusión". Se modificó un canon de la iglesia para permitir el matrimonio entre personas del mismo sexo después de que el Sínodo General lo aprobara formalmente en junio de 2017, a pesar de las protestas de algunos, incluidos los representantes de la conservadora Diócesis de Aberdeen y Orkney .
Después de la votación, varias congregaciones individuales comenzaron a abandonar la iglesia, aunque se vieron obligadas a dejar atrás sus edificios y fondos. En noviembre de 2017, Anne Dyer , una partidaria de alto perfil del matrimonio entre personas del mismo sexo, fue nombrada obispo de la diócesis teológicamente tradicionalista de Aberdeen y Orkney por los otros obispos, en lugar de ser elegida como de costumbre. Esto provocó protestas, que el primus atacó como "subversión", y Dyer fue consagrado en marzo de 2018. Posteriormente, varios clérigos renunciaron y, en enero de 2019, la Iglesia Comunitaria de Westhill en Aberdeen votó a favor de abandonar la SEC.